# Proechimys steerei
Proechimys steerei är en däggdjursart som beskrevs av Edward Alphonso Goldman 1911. Proechimys steerei ingår i släktet Proechimys och familjen lansråttor. IUCN kategoriserar arten globalt som livskraftig. Inga underarter finns listade i Catalogue of Life.
Denna gnagare förekommer i västra Amazonområdet i Brasilien samt i angränsande regioner av Bolivia, Peru och kanske Colombia. Den lever i låglandet och i kulliga områden upp till 400 meter över havet. Arten lever i skogar som tidvis översvämmas samt på mer eller mindre fuktiga gräsmarker som likaså kan översvämmas.
Parningen börjar tidigare än hos andra arter av samma släkte och per kull föds fler ungar. Ungarna blir dessutom snabbare könsmogna.